# Max Kidruk

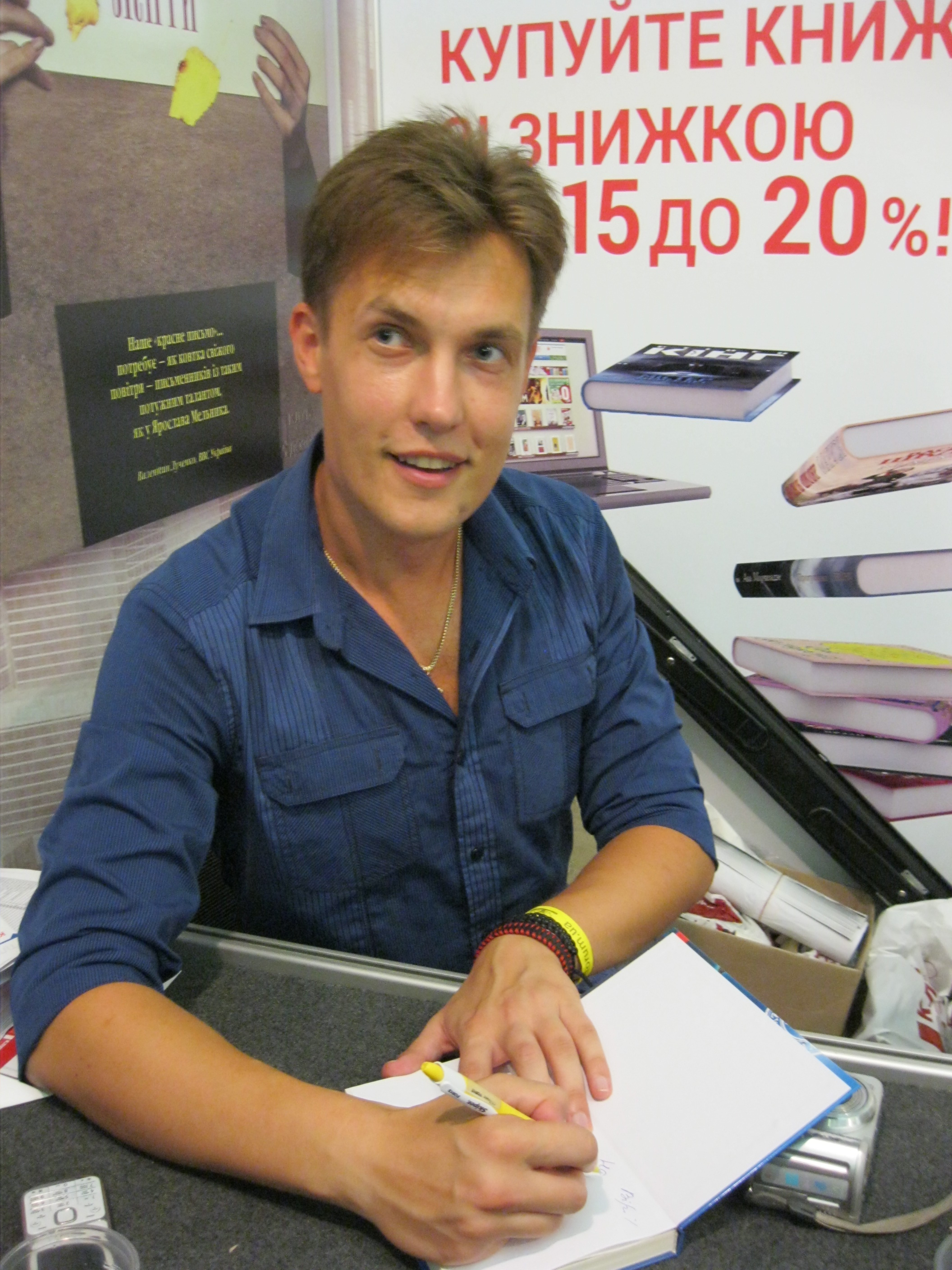
Max Kidruk (2014)

Maksym Iwanowytsch Kidruk (ukrainisch Максим Іванович Кідрук; geboren am 1. April 1984) ist ein ukrainischer Autor von Reiseberichten und Belletristik. Seine berufliche Laufbahn begann 2009 mit dem autobiografischen Roman Die mexikanischen Chroniken, in dem er eine Reise durch Mexiko vom Pazifik bis zum Karibischen Meer beschreibt. Seitdem hat Kidruk 29 Länder bereist und acht belletristische Bücher geschrieben, darunter Reiseberichte, Abenteuergeschichten und Krimis. Er ist der Autor des ukrainischen Techno-Thrillers Bot. Die meisten seiner Geschichten basieren auf realen Orten und Ereignissen, die Kidruk auf seinen Reisen miterlebt oder von Mitreisenden gehört hat. Seit 2012 arbeitet er ausschließlich im Genre des Techno-Thrillers.

## Biographie
Kidruk wurde am 1. April 1984 in Wolodymyrez, einer kleinen Stadt im Westen der Ukraine (Oblast Riwne), geboren.
Im Jahr 2006 schloss er sein Studium an der Nationalen Universität für Wasserwirtschaft und Nutzung natürlicher Ressourcen (in der Stadt Riwne) mit einem Master of Science in Engineering ab. Nach seinem Abschluss zog Kidruk nach Kiew und wurde Doktorand an der Nationalen Technischen Universität.  Im Jahr 2007 erhielt Kidruk ein Stipendium des Schwedischen Instituts und zog nach Stockholm. Er studierte Nachhaltige Entwicklung an der Königlich Schwedischen Technischen Hochschule. In den folgenden zwei Jahren lebte Kidruk in Europa und wandte sich allmählich von der Wissenschaft ab und der Literatur zu.
Im Sommer 2008 trat Kidruk seine erste große Reise nach Übersee an. Er flog nach Mexiko und durchquerte das Land von der West- zur Ostküste mit einem kleinen Rucksack und wenig Geld. Die Abenteuer auf dieser Reise bildeten den Kern seines ersten veröffentlichten Buches „Die mexikanischen Chroniken“. Das Buch wurde in der Ukraine sofort ein Erfolg (die erste Auflage war innerhalb von sechs Monaten ausverkauft, in den nächsten drei Jahren wurde das Buch dreimal neu aufgelegt), und Kidruk beschloss, seine wissenschaftliche Karriere aufzugeben und sich auf die Literatur zu konzentrieren. Kidruks nächste große Reise nach Südamerika und auf die Osterinsel mündete in sein zweites Reisebuch „Die Reise zum Nabel der Welt“, das 2010 erschien. Auch dieses Buch war ein Erfolg (die 2. Auflage erschien 2012). Zwischen 2010 und 2012 besuchte Kidruk Angola, Namibia, Ecuador, Peru, Chile, Brasilien, China, die Türkei, Norwegen, Syrien, den Libanon, Jordanien, Ägypten, Neuseeland, Italien, Frankreich und andere, insgesamt fast 30 Länder. 2011 wurde er zufällig Zeuge des ägyptischen Aufstands, als er sich zwei Wochen lang auf dem Tahrir-Platz aufhielt, umgeben von Arabern, die gegen Präsident Mubarak protestierten. Später im Jahr 2011 organisierte Kidruk eine Reaktion auf einen sexuell belästigenden „Win a Ukrainian Wife“-Wettbewerb des neuseeländischen Radiosenders The Rock Fm (die Aktion fand in Auckland, Neuseeland, statt und wird in einem autobiografischen Buch To New Zealand! beschrieben).
Im Jahr 2012 veröffentlichte Kidruk den Techno-Thriller Bot, eine Geschichte über Programmierung, Nanotechnologien und die Geheimnisse des menschlichen Gehirns. Dieses Werk war sehr erfolgreich. Die erste Auflage von „Bot“ war innerhalb von drei Monaten ausverkauft.
Im September 2013 wurde der Techno-Thriller The Stronghold veröffentlicht. Im Herbst 2014 wurde der Thriller Cruel Sky vom Verlag Club of Family Leisure veröffentlicht.

## Werke
- 2009 – The Mexican Chronicles. One Dream Story – a travelogue;[3] — ISBN 978-966-2961-46-1
- 2010 – The Journey to the Navel of the World. Volume 1 – a travelogue;[4] — ISBN 978-966-2961-60-7
- 2010 – The Journey to the Navel of the World. Volume 2 – a travelogue; — ISBN 978-966-2961-61-4
- 2011 – Screwballs in Mexico, a collection of adventure stories;
- 2011 – Screwballs in Peru, a collection of adventure stories;
- 2011 – Love and Piranhas, a travelogue;[5] — ISBN 978-966-2961-48-5
- 2012 – Bot, a techno-thriller;[6] — ISBN 978-966-14-4005-9
- 2013 – The Stronghold, a psycho-thriller;[7] — ISBN 978-966-14-5686-9
- 2014 – To New Zealand!, an autobiographical novel;[8] — ISBN 978-966-14-6310-2
- 2014 – Cruel Sky, a techno-thriller;[9] — ISBN 978-966-14-7843-4
- 2015 — Bot II: The Guayaquil Paradox, a techno-thriller; — ISBN 978-966-14-9632-2
- 2016 — Look Into My Dreams a thriller;[10] — ISBN 978-617-12-1504-7
- 2017 — Don't Look Back and Don't Speak (Не озирайся і мовчи);[11] — ISBN 978-617-12-3865-7
- 2018 — Where There Is No God (Де немає Бога);[12] — ISBN 978-617-12-4950-9
- 2019 — For Future's Sake (Заради майбутнього);[13] — ISBN 978-617-12-5961-4
- 2019 — Until Light Goes Out Forever (Доки світло не згасне назавжди) — ISBN 978-617-12-6116-7
- 2023 – New dark ages. Colony (Нові темні віки. Колонія);[14] – ISBN 978-617-95267-0-1

## Texte (in deutscher Übersetzung)
- 2012 — «Wodka für den Torwart: 11 Fußball-Geschichten aus der Ukraine» (Sammelband)[15] -  ISBN 978-3-940524-16-4
- 2014 — «MAJDAN!: Ukraine, Europa.»[16] (Sammelband) — ISBN 978-3-940524-28-7